# جعفر پتگر
جعفر پِتگر (زادهٔ اسفند ۱۲۹۹ در تبریز – درگذشتهٔ ۲۵ شهریور ۱۳۸۴ در تهران) نگارگر فرش و نقاش برجستهٔ معاصر، از شاگردان میرمصور بود. از مشهورترین آثار نقاشی او می‌توان از «رفوگر»، «قالی فروشان دوره‌گرد»، «قهوه‌خانهٔ امیرآباد»، «مکتب قرآن»، «خانهٔ نقاش»، «مرغ فروش»، «از اینجا تا ابدیت» و «شهریار» یاد کرد، که در موزه هنرهای معاصر تهران نگهداری می‌شوند.

## زندگی‌نامه
در یک خانوادهٔ متوسط، به عنوان هفتمین فرزند از نه فرزند، متولد شد. پدرش مشهدی حسن در محلهٔ گازران (حومهٔ روستای لاله) کارگاه قالی‌بافی داشت؛ که قالی‌های شان را به پیله‌ورانی که در مرزهای ایران و روسیه فعالیت داشتند، می‌فروختند.
در سه سالگی، پتگر را به مکتبخانه فرستادند و این دوره را ظرف ۲ سال به پایان برد. دورهٔ شش سالهٔ مدرسه را ظرف چهار سال طی کرد؛ در این حین شور و علاقهٔ او به نقاشی بیشتر می‌شد. با اصرار او پدرش تعدادی از نقاشی‌های جعفر و اصغر را، با خود به هنرستان صنایع مستظرفه تبریز برد که زیر نظر میرمصور، از نقاشان معروف و مورد احترام آن روز اداره می‌شد. سنین ‎۹–۱۲ سالگی را در این هنرستان طی کرد و به نقاشی آبرنگ و رنگ روغن پرداخت و با رئالیسم از نوجوانی آشنا شد.
از اواخر سال ۱۳۱۲، جعفر و اصغر برای ادامهٔ تحصیل در بخش هنرهای جدیدهٔ اداره صناعات، به ریاست ابوالحسن صدیقی، استاد مجسمه‌سازی نام‌نویسی کردند و دورهٔ جدیدی در زندگی هنریشان آغاز شد. در پایان این دوره، در سال ۱۳۱۸ دو سال نزد یک استاد آلمانی، آلبرت هونمان به تمرین نقاشی آبرنگ پرداخت. او در نظر داشت چندی از هنرجویان را به خرج دولت مطبوعش برای حداقل سه سال به آلمان بفرستد که مصادف با ایام جنگ جهانی دوم شد و با حملهٔ آلمان به روسیه آلمانی‌های مقیم ایران و نیز آن استاد با عجله و شتاب ایران را ترک گفتند.
جعفر پتگر، پس از پایان تحصیلات دورهٔ لیسانس در ‎۱۳۲۱ – ۱۳۲۲ به‌صورت مستمع آزاد وارد دانشکده هنرهای زیبای دانشگاه تهران شد و در کلاس طراحی و نقاشی مادام آشُب شرکت جست و آموزش‌های او را مورد مطالعه و بررسی قرار داد.
در سال ۱۳۱۹، به همراه برادرش، علی‌اصغر پتگر، اولین آموزشگاه خصوصی نقاشی در ایران را (تهران- خیابان نادری) تأسیس کردند؛ و در جنب آفرینش‌های هنری خود، به تعلیم و تربیت هنرجویان پرداختند. چند سال بعد جعفر پتگر به تنهایی آموزشگاهی در خیابان منوچهری تهران، و سپس چند سال بعد در خیابان هدایت تهران، تأسیس نمود.
یکی از پاتوق‌های مهم هنرمندان جوان، در آن دوره، کافه نادری در خیابان نادری تهران بود که درست در چند قدمی آموزشگاه جعفر پتگر قرار داشت.
اغلب هنرمندانی که، به کافه نادری می‌آمدند، به آتلیه ایشان هم رفت‌وآمد داشتند، یا در محافل و مجالس گوناگون با یکدیگر ملاقات می‌کردند.
از جمله: جلال آل احمد، صادق هدایت، بزرگ علوی و بعضی نیز، مانند: فروغ فرخزاد، سهراب سپهری و هانیبال الخاص، چندی نزد ایشان، نقاشی کرده‌اند. برخی مانند شهریار که با استاد، همشهری بوده و مشترکات ذوقی و هنری بیشتری نسبت به دیگران داشتند، مدتی با استاد هم‌خانه بودند و پرتره‌ای از او نقّاشی کرده است؛ و گهگاه، همراه شهریار، به منزل ابوالحسن خان صبا نیز، رفته با ایشان و سایر اهل موسیقی، ملاقات داشت.